# Украинизация (мультфильм)
«Украинизация» (укр. Українізація) — советский немой агитационный анимационный фильм 1927 года, созданный Вячеславом Левандовским и Владимиром Девятиным на Центральной мультипликационной мастерской Украины (ВУФКУ). Один из первых украинских анимационных фильмов.

## Сюжет
Мультфильм посвящён введению большевистской партией политики украинизации и поддержки разных культур.

## Создатели
- Режиссёры-мультипликаторы — Вячеслав Левандовский и Владимир Девятин
- Автор сценария — Вячеслав Левандовский
- Студия — Центральная мультипликационная мастерская Украины (Всеукраинское фотокиноуправление)

## История создания
Левандовский начал работу над мультфильмами «Украинизация» и «Сказка про соломенного бычка» в 1926 году. Работа над обоими мультфильмами велась на Центральной мультпликационной мастерской Украины (ВУФКУ), но только «Сказка про соломенного бычка» велась в Одессе, а «Украинизация» — в Киеве. Центральную мультипликационную мастерскую Украины возглавил Вячеслав Левандовский и его товарищ, пионер советской мультипликации Владимир Девятин. Однако, мультфильм вышел в то время, когда советские власти начали сворачивать политику коренизации, и в связи с этим его «положили на полку». По состоянию на 2020 год мультфильм считается утерянным.